# Rosići
Pour les articles homonymes, voir Rosici.
Rosići (en serbe cyrillique : Росићи) est un village de Serbie situé dans la municipalité de Kosjerić, district de Zlatibor. Au recensement de 2011, il comptait 218 habitants.

## Démographie
| 1948 | 1953 | 1961 | 1971 | 1981 | 1991 | 2002 | 2011 |
| ---- | ---- | ---- | ---- | ---- | ---- | ---- | ---- |
| 611  | 671  | 619  | 544  | 490  | 402  | 316  | 218  |

|  |